# Brestovac
 Ovo je glavno značenje pojma Brestovac. Za druga značenja pogledajte Brestovac (razdvojba).
Brestovac je naseljeno mjesto i istoimena općina u Slavoniji, u Požeško-slavonskoj županiji.

## Općinska naselja
Amatovci, Bogdašić, Bolomače, Boričevci, Brestovac, 
Busnovi, Crljenci, Čečavac, Čečavački Vučjak, Daranovci, 
Deževci, Dolac, Donji Gučani, Gornji Gučani, Ivandol, 
Jaguplije, Jeminovac, Kamenska, Kamenski Šeovci, Kamenski Vučjak, 
Koprivna, Kruševo, Kujnik, Mihajlije, Mijači, 
Mrkoplje, Novo Zvečevo, Nurkovac, Oblakovac, Orljavac, 
Pasikovci, Pavlovci, Perenci, Podsreće, Požeški Brđani, 
Rasna, Ruševac, Sažije, Skenderovci, Sloboština, 
Striježevica, Šnjegavić, Šušnjari, Vilić Selo, Vranić, 
Zakorenje, Završje i Žigerovci

## Stanovništvo
Po popisu stanovništva iz 2001. godine, općina Brestovac imala je 4028 stanovnika, raspoređenih u 48 naselja:
- Amatovci – 1
- Bogdašić – 0
- Bolomače – 13
- Boričevci – 137
- Brestovac – 796
- Busnovi – 97
- Crljenci – 11
- Čečavac – 5
- Čečavački Vučjak – 4
- Daranovci – 185
- Deževci – 169
- Dolac – 178
- Donji Gučani – 120
- Gornji Gučani – 53
- Ivandol – 131
- Jaguplije – 175
- Jeminovac – 1
- Kamenska – 1
- Kamenski Šeovci – 0
- Kamenski Vučjak – 5
- Koprivna – 8
- Kruševo – 1
- Kujnik – 21
- Mihajlije – 0
- Mijači – 18
- Mrkoplje – 0
- Novo Zvečevo – 27
- Nurkovac – 245
- Oblakovac – 5
- Orljavac – 203
- Pasikovci – 18
- Pavlovci – 207
- Perenci – 66
- Podsreće – 21
- Požeški Brđani – 82
- Rasna – 9
- Ruševac – 2
- Sažije – 29
- Skenderovci – 221
- Sloboština – 14
- Striježevica – 7
- Šnjegavić – 13
- Šušnjari – 0
- Vilić Selo – 185
- Vranić – 0
- Zakorenje – 205
- Završje – 318
- Žigerovci – 21

### Nacionalni sastav, 2001.
- Hrvati – 3578 (88,83 %)
- Srbi – 345 (8,57 %)
- Talijani – 3
- Česi – 2
- Nijemci – 2
- Rusi – 1
- Rusini – 1
- ostali – 1
- neopredijeljeni – 71 (1,76 %)
- nepoznato – 24 (0,60 %)

Prema popisu stanovništva 2011. godine naselje je imalo 670 stanovnika a općina 3726 stanovnika.
| broj stanovnika | 6782  | 7328  | 6988  | 8300  | 9428  | 10876 | 10156 | 11092 | 8187  | 8451  | 7955  | 6831  | 5840  | 5395  | 4028  | 3726  | 2980  |
|                 | 1857. | 1869. | 1880. | 1890. | 1900. | 1910. | 1921. | 1931. | 1948. | 1953. | 1961. | 1971. | 1981. | 1991. | 2001. | 2011. | 2021. |

| broj stanovnika | 345   | 375   | 448   | 538   | 665   | 663   | 579   | 615   | 583   | 625   | 600   | 629   | 655   | 683   | 796   | 670   | 597   |
|                 | 1857. | 1869. | 1880. | 1890. | 1900. | 1910. | 1921. | 1931. | 1948. | 1953. | 1961. | 1971. | 1981. | 1991. | 2001. | 2011. | 2021. |

## Obrazovanje
OŠ Dragutin Lerman je matična škola u Brestovcu, dok su područne škole u mjestima Ivandol, Pavlovci, Zakorenje i Skenderovci. U Općini nema srednje škole.

## Šport
- NK Brestovac